# Stigmata (Tarot)
Stigmata è il quarto album in studio del gruppo musicale heavy metal finlandese Tarot, pubblicato nel 1995 dalla Bluelight Records.

## Tracce
1. Angels of Pain – 3:55
2. E.T.I – 7:08
3. Shades in Glass – 4:23
4. As One – 5:15
5. State of Grace – 6:07
6. Race the Light – 4:28
7. Expected to Heal – 5:53
8. Sleepless – 3:32
9. The Teeth – 5:16
10. Stigmata (I Feel for You) – 8:20
11. Turn Me On (bonus track; Accept cover) – 5:30
12. Stigmata (I Feel for You) (Acoustic) (bonus track) – 5:52
13. Live Hard Die Hard (Acoustic) (bonus track) – 5:45